# Sabrina Abdellahi
Sabrina Abdellahi, née le 15 avril 1992, est une joueuse française de handball, évoluant au poste de pivot.

## Carrière
Après avoir découvert le handball dans le club de son quartier de Borny, elle rejoint le Handball Metz Métropole dont elle intègre le centre de formation. Dès la saison 2009-2010, elle intègre l'équipe première à l'âge de 17 ans et fait ses premières apparitions en première division. Elle participe à la victoire en coupe de la Ligue 2010 en avril face à Nîmes, où elle se fait remarquer avec notamment une réussite de 3 buts pour 4 tirs. Elle joue également lors de la finale de la coupe de France 2010 en juin, remportée par les messines face au Havre, pour le dernier match d'Isabelle Wendling et Delphine Guehl.
En décembre 2010, elle remporte une deuxième coupe de la Ligue face à Arvor 29. Toujours soumises aux contraintes scolaires, elle tarde à s'imposer au haut niveau, notamment en raison de lacunes défensives. À l'issue de la saison, le club de Metz remporte le titre de champion de France.
Barrée au poste de pivot à Metz par Nina Kanto et l'arrivée d'Yvette Broch, elle est prêtée pour une saison à Yutz en deuxième division à l'été 2011, juste après la signature de son premier contrat professionnel,. Elle y réalise de belles performances durant la deuxième partie de saison qui lui valent d'être élue révélation de la saison de deuxième division.
À l'été 2012, avec l'équipe de France junior, elle devient vice-championne du monde aux côtés de sa coéquipière à Metz, Grâce Zaadi.
Dans la foulée, elle rejoint Cergy-Pontoise en deuxième division, où elle retrouve plusieurs anciennes de ses coéquipières du Metz Handball, Martine Ringayen, Hélène François et Vesna Horaček.
Après une saison difficile à Cergy, elle retourne à Yutz, toujours en deuxième division, à l'été 2013.
À Yutz, elle retrouve notamment Leïla Hadi avec qui elle entretient une relation privilégiée depuis leur année commune à Yutz en 2011-2012. Joueuse cadre de l'équipe, elle est élue meilleure pivot de deuxième division à l'issue de la saison 2015-2016.
Après la relégation de Yutz en Nationale 1 à l'issue de la saison 2017-2018, Sabrina Abdellahi signe au Sambre Avesnois Handball, club de deuxième division.

## Palmarès

### En club
compétitions nationales
- championne de France en 2011 (avec Metz Handball)
- vainqueur de la coupe de France en 2010 (avec Metz Handball)
- vainqueur de la coupe de la Ligue en 2010 et 2011 (avec Metz Handball)

### En sélection
- finaliste du championnat du monde junior en 2012[14]
- 4e place du championnat du monde jeunes en 2010[15],[16]
- 4e place du championnat d'Europe jeunes en 2009[17]